# NGC 2843
NGC 2843 je galaksija u zviježđu Raku.

## Vanjske poveznice
- SEDS: NGC 2843